# Stazione di Mantova
Stazione di Mantova vasútállomás Olaszországban, Lombardia régióban, Mantova településen.

## Vasútvonalak
Az állomást az alábbi vasútvonalak érintik:
- Verona-Mantova-Modena-vasútvonal
- Mantova-Monselice-vasútvonal
- Mantova-Peschiera-vasútvonal
- Cremona-Mantova-vasútvonal

## Kapcsolódó állomások
A vasútállomáshoz az alábbi állomások vannak a legközelebb:
- Stazione di Borgochiesanuova (Stazione di Modena, Verona-Mantova-Modena-vasútvonal)
- Stazione di Sant'Antonio Mantovano
- Stazione di Mantova Frassine
- Stazione di Castellucchio